# ديرالمحنب (عبس)

تعديل مصدري - تعديل

ديرالمحنب هي إحدى قرى عزلة البتارية بمديرية عبس التابعة لمحافظة حجة، بلغ تعداد سكانها 221 نسمة حسب تعداد اليمن لعام 2004.